# سليم صبري
سليم صبري (واسمه الحقيقي سليم ضاشوالي) (ولد 1 يونيو 1941 م) ممثل ومخرج سوري.

## الحياة الشخصية
زوجته الممثلة ثناء دبسي، وابنتهما الممثلة يارا صبري.

## أعماله

### من المسرحيات
أول عرض مسرحي احترافي شارك فيه الفنّان سليم صبري بعنوان صرخة دمشق في العام 1958، ثم كان من مؤسسي المسرح الجامعي بدمشق خلال دراسته بكلية الحقوق، وأول عرض مسرحي قدّمه على خشبة المسرح الجامعي كان بعنوان بيت الدمية عن نص مسرحي يحمل نفس الاسم للكاتب النرويجي هنريك إبسن، واستمرت نشاطاته المسرحية الجامعية إلى أن سجلّ صبري أول مشاركاته في المسرح القومي سنة 1962 بمسرحية مروحة الليدي وندرمير، وبعده تتالت أدواره المسرحية، ويذكر أنه أخرجَ أول مسرحية سورية لصالح المسرح القومي بعنوان البيت الصاخب عام 1966 عن نص للكاتب السوري وليد مدفعي. ومن العروض التي شارك بها الفنّان سليم صبري كممثل المسرح القومي:
- مروحة الليدي وندرمير 1962
- مدرسة الفضائح 1963
- الأخوة كارمازوف 1964
- لكل حقيقته 1965
- عرس الدم 1966
- البرجوازي النبيل
- الرجل الرابع 1968
- التنين 1968

وأخرج سليم صبري للمسرح القومي في العام 1966، مسرحيتي:
- البيت الصاخب
- الخاطبة

### من الأفلام
- خياط السيدات.
- كفر قاسم.
- نسيم الروح.

### من المسلسلات
- أزهار الشتاء
- غفلة الأيام 2008
- حي المزار
- خان الحرير
- أبناء القهر 2001
- الخوالي 2000
- الفصول الأربعة 2002
- الرجل س
- سحر الشرق
- رحلة المشتاق
- الحقيبة
- التغريبة الفلسطينية
- لعبة ولعبة
- المسكين
- حارة الصيادين
- أحقاد خفية 2006
- أشياء تشبه الفرح
- شجرة النارنج
- أحب وطني أكثر
- زينة
- مركب بلا صياد
- الكل في الميدان
- الثريا
- موت الياسمين
- أسياد المال 2006
- المغنون
- جلد الأفعى
- الانهيار
- قلوب خضراء
- أزهار الخريف
- وجهاً لوجه
- الشقيقات
- الخط الأحمر (مسلسل) 2008
- زمن العار 2009
- موعود 2009
- عن الخوف والعزلة 2009
- أشواك ناعمة
- الزعيم بدور أبو الذهب
- بنات العيلة
- أهل الراية
- عشتار
- باب الحارة 6 بدور أبو حاتم
- زمن البرغوت 2
- أهل المدينة
- بواب الريح
- عناية مشددة
- باب الحارة
- بروكار
- دانتيل
- على صفيح ساخن (2021)
- الولادة من الخاصرة الجزء الأول (2011)

## وصلات خارجية
- سليم صبري على موقع IMDb (الإنجليزية)
- سليم صبري على موقع قاعدة بيانات الأفلام العربية
- سليم صبري على موقع قاعدة بيانات الفيلم (الإنجليزية)